# PSSST
PSSST je počítačová hra pro domácí počítač Sinclair ZX Spectrum s netradičním tématem – zahradničení. Hru vydala firma Ultimate Play The Game v červnu 1983. Hru napsal Chris Stamper a grafiku navrhl jeho bratr Tim Stamper.
Hlavní postavou hry je robot Robbie, který se stará o květinu druhu Thyrgodian Megga Chrisanthodil. Především ji musí chránit před různými škůdci (mezihvězdní slimáci, pobíhající pijavice a strašní komáři), k čemuž má k dispozici několik postřiků, každý účinkuje proti jednomu druhu škůdců. V jednu chvíli robot u sebe může mít pouze jeden postřik.

## Zajímavost
Jako jedna z mála her byla vydána nejen na magnetofonové kazetě, ale i jako paměťová karta pro ZX Interface II.[zdroj?] Hra lze spustit i na ZX Spectru s 16KB RAM.